# Goethe-Schule Buenos Aires
Die Goethe-Schule Buenos Aires ist Teil der Asociación Escolar Goethe, einer gemeinnützigen Vereinigung, die von den Eltern der Schülerinnen und Schüler getragen und von der Bundesrepublik Deutschland als offizielle Deutsche Auslandsschule unterstützt wird. Sie ist eine anerkannte Begegnungsschule mit dem Ziel, die deutsche Sprache zu vermitteln. Die Schule liegt in der zur Provinz Buenos Aires, Argentinien, gehörigen Stadt Boulogne Sur Mer, ca. 20 km nördlich vom Zentrum von Buenos Aires und besteht aus drei Abteilungen mit Kindergarten, Grundschule (Primaria, Klassenstufen 1–6) und weiterführender Schule (Secundaria, Klassenstufen 7–12). Die Schule hat insgesamt etwas mehr als 1500 Schüler. Hinzu kommt als vierte Abteilung noch die Humboldt-Akademie, eine Bildungseinrichtung, die sich auf den Unterricht von Fremdsprachen, hauptsächlich Deutsch, für Erwachsene und Kinder außerhalb des regulären Schulunterrichtes konzentriert.

## Begegnung der Kulturen

### Abschlüsse
Als Begegnungsschule trägt die Goethe-Schule dazu bei, das Bildungsangebot Argentiniens durch deutsche Angebote zu ergänzen und zu erweitern. Das betrifft die Vermittlung der deutschen Sprache und Kultur in Form von Sprachunterricht sowie deutschsprachigem Fachunterricht und Landeskunde sowie die deutschen Abschlüsse. So wurde die Schule von der Zentralstelle für das Auslandsschulwesen definiert und von den Schulleitungen und Vorständen im Laufe der Jahre hinsichtlich dieser Vorstellungen und der landeseigenen Gegebenheiten angepasst.
Die Goethe-Schule bietet den Ausbildungsgang zum Deutschen Internationalen Abitur (DIA) an sowie drei unterschiedliche Profile (naturwissenschaftlich, humanistisch oder wirtschaftswissenschaftlich), die zur argentinischen Hochschulreife führen und nach Ende der Klassenstufe 9 gewählt werden.
Die Schüler, die den Ausbildungsgang zum DIA wählen, müssen auch die Bedingungen zur argentinischen Hochschulreife erfüllen. Beide Abschlüsse werden am Ende der Klasse 12 erworben. „Der deutsche Beitrag wird vor allem in einem modernen und effektiven Deutschunterricht sowie im anspruchsvollen deutschsprachigen Fachunterricht und der Deutschlandkunde bestehen.“ Auf diesem Wege kann auch die deutsche Fachhochschulreife erworben werden.
Darüber hinaus werden als zentrale Sprachprüfungen das Deutsche Sprachdiplom auf den Stufen I (10. Klasse) und II (12. Klasse) abgenommen. Da sich die Goethe-Schule als trilinguale Schule definiert, deren Unterricht in drei Sprachen – deutsch, spanisch und englisch – stattfindet, werden auch die Prüfungen zum Cambridge Certificate durchgeführt, wodurch auch die Kenntnisse in dieser Sprache in international anerkannter Form nachgewiesen werden; Überlegungen, auch den Diploma de Español como Lengua Extranjera (DELE) abzunehmen und es somit den Schülern, die Spanisch nicht als Muttersprache haben, zu ermöglichen, auch die dritte der drei Unterrichtssprachen per Diplom zu belegen, sind derzeit im Gange.

### Pädagogisches Konzept
Die Goethe-Schule vertritt entsprechend ihrem Leitbild ein Konzept von Offenheit und ganzheitlicher Erziehung, in dem Werte wie Respekt und Solidarität, Toleranz und Gerechtigkeit vermittelt werden. Die Schüler sollen in ihrer Vielfalt im Zentrum stehen und zu Kritikfähigkeit, Eigenverantwortlichkeit und Selbständigkeit erzogen werden. In akademischer, künstlerischer und sportlicher Hinsicht soll eine umfangreiche Bildung erfolgen, die insbesondere die Bikulturalität der Schüler in den Blick nimmt und sie dreisprachig – deutsch, spanisch und englisch – erzieht.
Die zentralen Projekte, die die Goethe-Schule hierfür für alle drei Abteilungen von Kindergarten bis zum Abschluss der Sekundarstufe II konzipiert und realisiert, sind das DIA2029 (Erhöhung der Anzahl der Schüler mit dem Doppelabschluss von argentinischem Bachillerato und Deutschem Internationalen Abitur durch eine verstärkte Deutschförderung vom Kindergarten bis zur Oberstufe), die Immersion (mit dem Ziel, den Schülern im Kindergarten und in den ersten drei Jahren der Primaria noch besser als bisher die deutsche Sprache nahe zu bringen), das Offene Lernen (mit dem Ziel, umfassend gebildete, auf die Notwendigkeiten des 21. Jahrhunderts vorbereitete Schüler zu ihren Abschlüssen zu führen) sowie die Lerndokumentation (mit dem Ziel, dass die Schüler wie auch die Lehrkräfte ihr eigenes Lernen reflektieren und hierdurch ihre Lernprozesse weiter optimieren).
Mit diesen zentralen Projekten, denen eine Reihe weiterer Projekte zugeordnet werden können, plant die Schule entsprechend ihrem Strategieplan und mit dem Blick auf die nächsten 10 Jahre ihre Zukunft in ihrem lateinamerikanischen Umfeld.

### Kontakte nach Deutschland
Die Goethe-Schule pflegt etliche Kontakte mit Deutschland und Maßnahmen, die das Ziel verfolgen, diesen Kontakt zu intensivieren.
Ein erster Deutschlandbesuch findet bereits in der 6. Jahrgangsstufe der Primaria statt. Das Kindercamp führt die Schüler für zwei Wochen in den Süden Deutschlands. Im Rahmen eines freiwilligen zweimonatigen Schüleraustausches am Übergang von Jahrgangsstufe 10 zu 11 sowie durch eine vierzehntägige Studienfahrt in Jahrgangsstufe 12 wird den Schülern u. a. die Möglichkeit geboten, vor Ort eine Vielzahl deutscher Universitäten und Hochschulen kennen zu lernen.
Im Sinne der Begabtenförderung werden regelmäßig Bewerber aus der Jahrgangsstufe 11 für eine Teilnahme an der TU9-ING-Woche vorgeschlagen, die an einer TU9-Universität in Deutschland stattfindet.
Eine Teilnahme an der Deutschen SchülerAkademie, die verschiedene Standorte in Deutschland anbietet, steht Schülern der Jahrgangsstufen 11 und 12 offen.
Ein besonderer Schwerpunkt liegt auch auf Vorträgen von offiziellen Vertretern von Hochschulen und Universitäten, deutschen Praktikanten sowie in Deutschland studierenden Ex-Alumni. Letztere bilden ein breites Netzwerk in einer Vielzahl deutscher Städte.

### Studium in Deutschland
Der Zugang zu deutschen Hochschulen und Universitäten steht den Schülern der Goethe-Schule auf verschiedenen Wegen offen.
Während der Erwerb der Allgemeinen Hochschulreife einen direkten Zugang zu deutschen Hochschulen ermöglicht, bietet der nationale Abschluss in Verbindung mit dem C1-Zertifikat des Deutschen Sprachdiploms (DSD II) die Möglichkeit, durch den Besuch eines in der Regel einjährigen Studienkollegs in Deutschland zu studieren. Besondere Kooperationen bestehen mit dem Studienkolleg Mainz, das einen nur fünfmonatigen Kurs anbietet, sowie mit der University of Applied Sciences in Frankfurt. Auch nach einem einjährigen einschlägigen Studium an einer akkreditierten argentinischen Universität ist die Aufnahme eines Studiums in Deutschland möglich. Absolventen der nationalen Zweige nehmen zudem gelegentlich über den Umweg des Berufsbildungszentrums (BBZ) in Buenos Aires ein Studium in Deutschland auf bzw. verfolgen eine berufliche Karriere bei einem deutschen Unternehmen.

## Weitere Informationen

### Bekannte Absolventen
- Susana Moncayo von Hase (Abiturjahrgang 1977):  Internationale Sopranistin,  Solistin am Teatro Colón Buenos Aires, an der Mailänder Scala, am Konzerthaus Concertgebouw in Amsterdam, am Grand Teatre de Geneve und am Hebbel-Theater in Berlin;
- Jorge Oscar Ramirez (Abiturjahrgang 1978): Vizepräsident von Grupo Supervielle (Bank);
- Cornelia Schmidt-Liermann (Abiturjahrgang 1981): Rechtsanwältin, derzeit Abgeordnete für die Stadt Buenos Aires im argentinischen Parlament;
- Corinne Wasmuht (Abiturjahrgang 1981): Bildende Künstlerin in Deutschland, Käthe-Kollwitz-Preis 2014.
- Rogelio Frigerio (Abiturjahrgang 1987): Diplomvolkswirt und Politiker, derzeit Minister für Inneres, öffentliche Arbeiten und Wohnungswesen;
- Demis Volpi (Abiturjahrgang 2003): International hoch anerkannter deutsch-argentinischer Choreograph und Opernregisseur, Premio Erik Bruhn 2011, Premio a la Mejor Obra del Año del Círculo de Críticos de Arte de Chile 2012 und Deutscher Tanzpreis 2014;

### Besondere Preise und Auszeichnungen

#### Exzellente Deutsche Auslandsschule
Die Goethe-Schule hat bereits zweimal die Bund-Länder-Inspektion (BLI) sehr erfolgreich absolviert und das Gütesiegel „Exzellente Deutsche Auslandsschule“ erworben, zuletzt im Jahre 2017. Der erworbene Titel bedeutet, dass die Goethe-Schule den umfangreichen Katalog an Anforderungen erfüllt, die die ZfA an alle deutschen Auslandsschulen stellt.

#### IHK-Wettbewerb für deutsche Auslandsschulen
Schüler der Goethe-Schule Buenos Aires haben die vom Nationalsozialismus geprägte Geschichte ihrer eigenen Schule kritisch aufgearbeitet und damit einen hoch dotierten zweiten Platz des 6. IHK-Wettbewerbs für deutsche Auslandsschulen 2017/18 gewonnen. Mit einem innovativen Ansatz haben sie Mut und großes Engagement gezeigt und einen zweisprachigen, bikulturell gestalteten Dokumentarfilm mit argentinischen und deutschen Interviewpartnern gedreht. Diese Form der schulischen Aufarbeitung eines sehr sensiblen historischen Themas wird als vorbildlich für andere Auslandsschulen bezeichnet.